# Siphonosoma bonhourei
Siphonosoma bonhourei är en stjärnmaskart som först beskrevs av HTrubel 1904.  Siphonosoma bonhourei ingår i släktet Siphonosoma och familjen Sipunculidae. Inga underarter finns listade i Catalogue of Life.